# 石田優美

石田 優美（いしだ ゆうみ、1998年〈平成10年〉10月12日 - ）は、日本のタレント、女優であり女性アイドルグループNMB48の元メンバー（2期生）およびチームNの元副キャプテン（第3代）、NMB48の「プレイング・パフォーマンス・師範」である。
兵庫県出身。

## 来歴

### NMB48加入以前
エイベックスが運営する「avex artist academy」のダンスコースに在籍

### NMB48時代
2011年
- 5月、NMB48 第2期生オーディションに応募し、合格。
- 8月13日、NMB48 2期生「PARTYが始まるよ」公演初日メンバーに選ばれ、劇場デビュー
- 9月、AKB48「フライングゲット」の握手会で初めて個別握手会に参加

## NMB48での参加楽曲

### シングル選抜曲
NMB48名義
- オーマイガー!
  - 僕は待ってる
- 純情U-19
  - 場当たりGO！- アンダーガールズ名義
- ナギイチ
  - 理不尽ボール - アンダーガールズ名義
- ヴァージニティー
  - ちょっと猫背
- 北川謙二
  - 眠くなるまで羊は出て来ない
- 僕らのユリイカ
  - さや姉
- カモネギックス
  - サングラスと打ち明け話 - 研究生名義
  - 時間は語り始める
- 高嶺の林檎
  - 一週間、全部が月曜日ならいいのに・・・
  - 傘はいらない
- らしくない
  - アスファルトの涙
- Don't look back!
  - 恋愛ペテン師 - Team N名義
- ドリアン少年
  - 命のへそ - Team N名義
- Must be now
  - 夢に色がない理由 - 「eam N名義
- 甘噛み姫
  - 儚い物語 - Team N名義
- 僕はいない
  - 空から愛が降って来る - Team N名義
- 僕以外の誰か
  - 孤独ギター - Team N名義
- ワロタピーポー
  - 自分の色 - 2期生名義
  - どこかでキスを - Team N名義
- 欲望者
  - 四字熟語ガールズ - Team M名義
- 僕だって泣いちゃうよ
  - True Purpose - 「Team M」名義
  - ロマンティックなサヨナラ - アンダーガールズ名義